# Finmarchinella
Finmarchinella is een geslacht van kreeftachtigen uit de klasse van de Ostracoda (mosselkreeftjes).

## Soorten
- Finmarchinella (Barentsovia) angulata (Sars, 1866)
- Finmarchinella (Barentsovia) barenzovensis (Mandelstam, 1957)
- Finmarchinella (Barentsovia) curvicosta Neale, 1974
- Finmarchinella (Barentsovia) guyotensis Brouwers, 1993
- Finmarchinella (Barentsovia) japonica (Ishizaki, 1966) Neale, 1974 †
- Finmarchinella (Barentsovia) logani (Brady & Crosskey, 1871) Penney, 1989 †
- Finmarchinella (Barentsovia) nealei Okada, 1979 †
- Finmarchinella daishakaensis (Tabuki, 1986) Irizuki, 1994 †
- Finmarchinella hanaii (Okada, 1979) Irizuki, 1994 †
- Finmarchinella huanghaiensis Zhao (Yi-Chun) (Quan-Hong), 1984
- Finmarchinella nealei Okada, 1979
- Finmarchinella rectangulata Tabuki, 1986 †
- Finmarchinella subrectangulata Irizuki, 1993
- Finmarchinella uranipponica Ishizaki, 1969
- Finmarchinella yenshihi Hu & Tao, 2008